# Zehmen (Adelsgeschlecht)

Wappen derer von Zehmen

Zehmen ist der Name eines alten sächsischen Adelsgeschlechts aus dem gleichnamigen Stammhaus Zehmen bei Leipzig in Sachsen und gehört zum meißnischen Uradel.

## Geschichte
Erstmals wird die Familie mit Fridericus de Cemin am 31. März 1206 als Zeuge des Markgrafen Dietrich von Meißen urkundlich erwähnt. Die Stammreihe der Familie beginnt mit Ritter Thimo von Zehmen, der urkundlich 1331 bis 1363 nachweisbar ist.
1576 verlieh der deutsche Kaiser dem Bruder und den Söhnen von Achaz I. den Reichsfreiherrenstand (Fabian I.+II., Christoph und Achaz II. v.Z.).
Johann Anton III. von Zehmen wurde 1781 vom Domkapitel in mehreren Stärkungsriten (Skrutinien) zum Fürstbischof von Eichstätt gewählt. Ferner erhob König Albert von Sachsen 1891 Ludwig von Zehmen in den erblichen Freiherrenstand. Noch 1918 wurde die Familie in das Königlich sächsische Adelsbuch eingetragen.

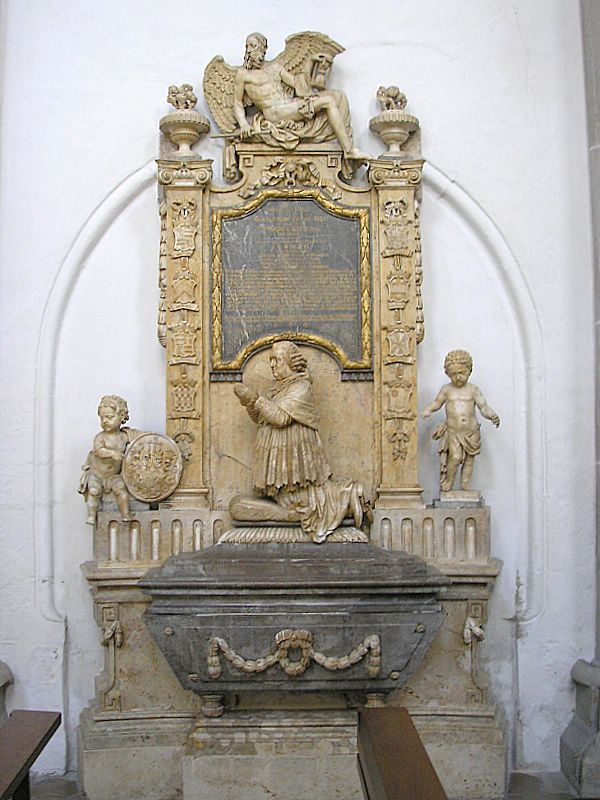
Epitaphaltar des Fürstbischofs Johann Anton III. von Zehmen im Dom zu Eichstätt

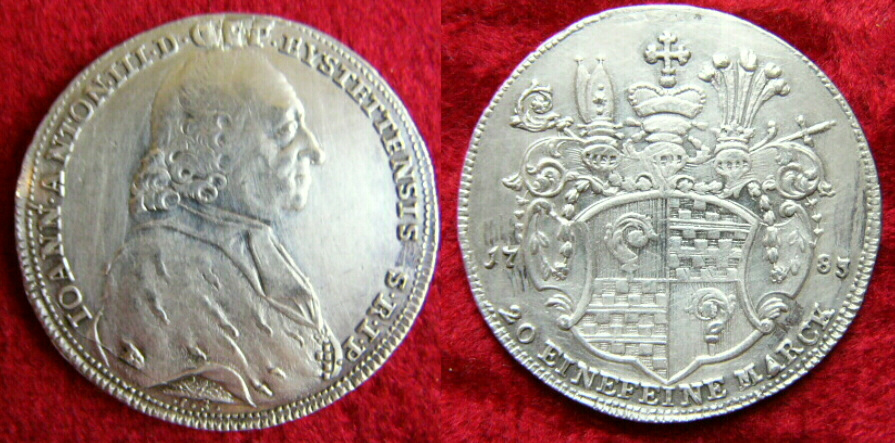
Porträt und Wappen des Fürstbischofs auf einem halben Silbertaler von 1785

Die Besitzungen der Familie von Zehmen waren zunächst meist Lehen der Meißener Markgrafen, der Bischöfe von Merseburg und der Sächsischen Kurfürsten. Viele Zehmens dienten den Wettinern, den Herzögen und Königen von Sachsen. Sie waren Offiziere, Geheime Räte, Diplomaten, Bischöfe, Kammerherren, Landwirte und Deputierte innerhalb der Ritterschaft auf den Landtagen.

## Besitzungen
Zu den Rittergütern und Stätten, die im Besitz der Familie waren oder Familienmitglieder gewirkt haben, gehörten unter anderem (nach Jahr des Erhalts): Zehmen bei Leipzig 1206, Probstdeuben (Böhlen) 1415, Storkau bei Tangermünde 1425, Muckern (Großpösna) 1427, Imnitz (Zwenkau) 1431, Oelzschau (Rötha) 1478, Spören (Zörbig) 1480, Christburg (Stuhm) 1530, Hainichen (Kitzscher) 1656, Weida 1671, Windischleuba bei Altenburg 1677, Markersdorf (Berga-Wünschendorf) 1684, Zehmsches Haus (Dresden) 1697, Weißig (Oßling) 1723, Stauchitz bei Meißen 1735, Schleinitz 1752 bis 1794 Hofmark Schloss Kreuth im pfalz-neuburgischen Amt Heideck (Nossen) 1773, Hochstift Eichstätt 1781 (unter Fürstbischof Johann Anton III. Freiherr von Zehmen), Neuensalz und Zobes im Vogtlandkreis 1885 und Heinersgrün (Weischlitz) 1937.

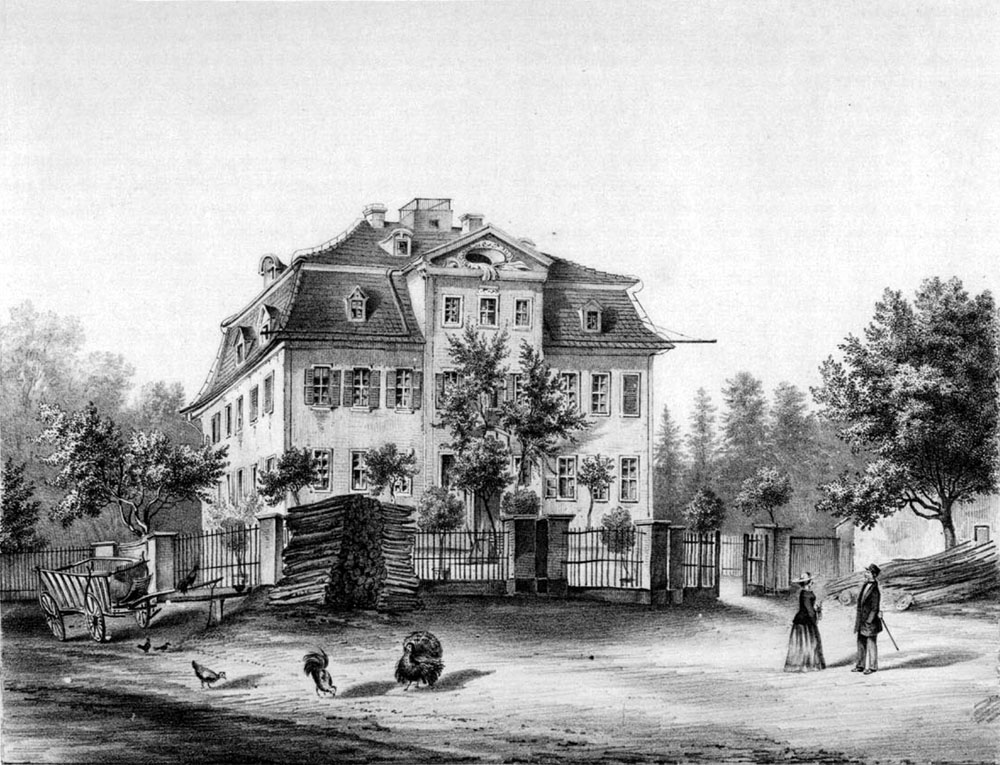
Herrenhaus Zehmen
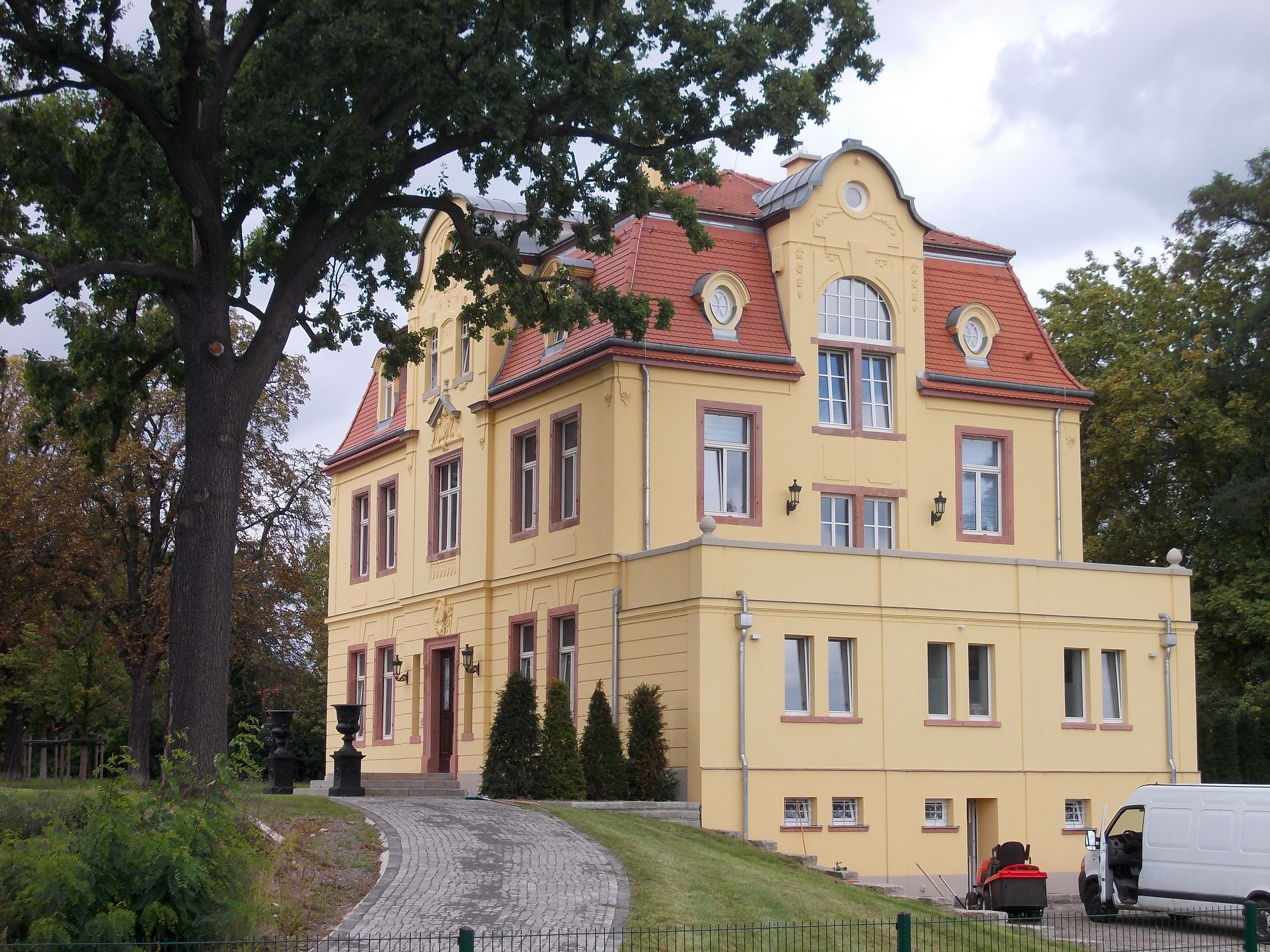
Herrenhaus Probstdeuben
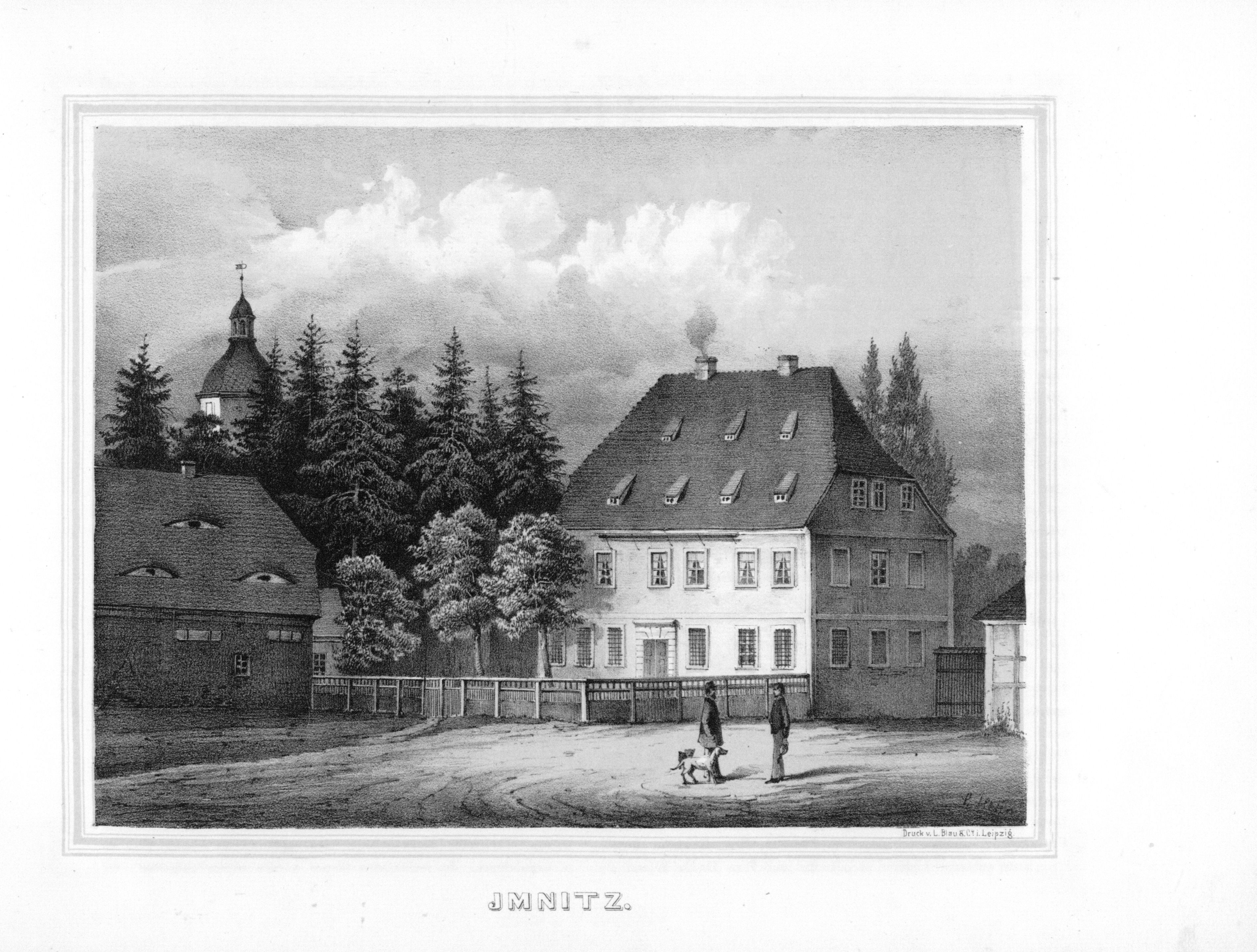
Gut Imnitz
Schloss Oelzschau
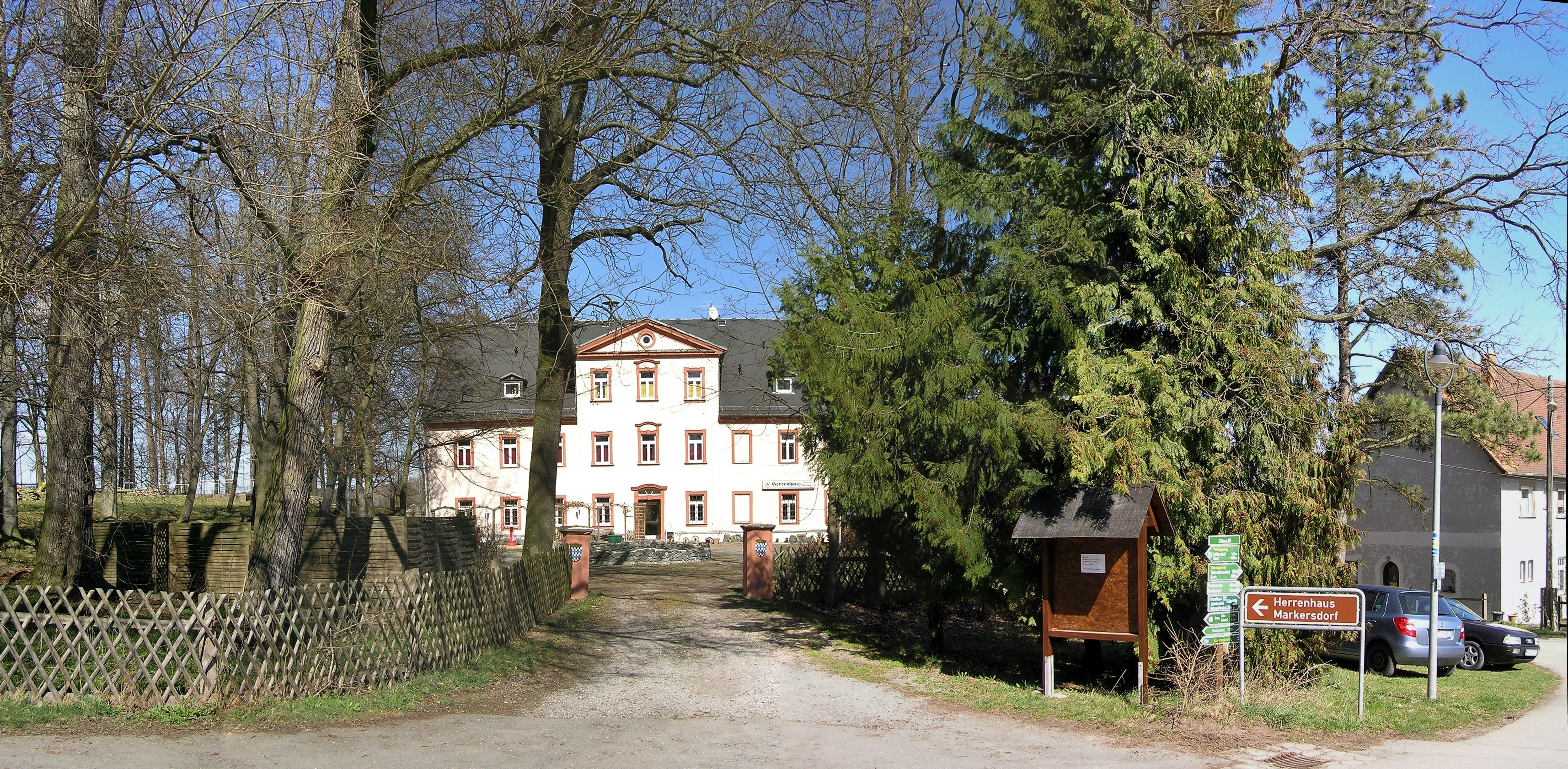
Herrenhaus Markersdorf
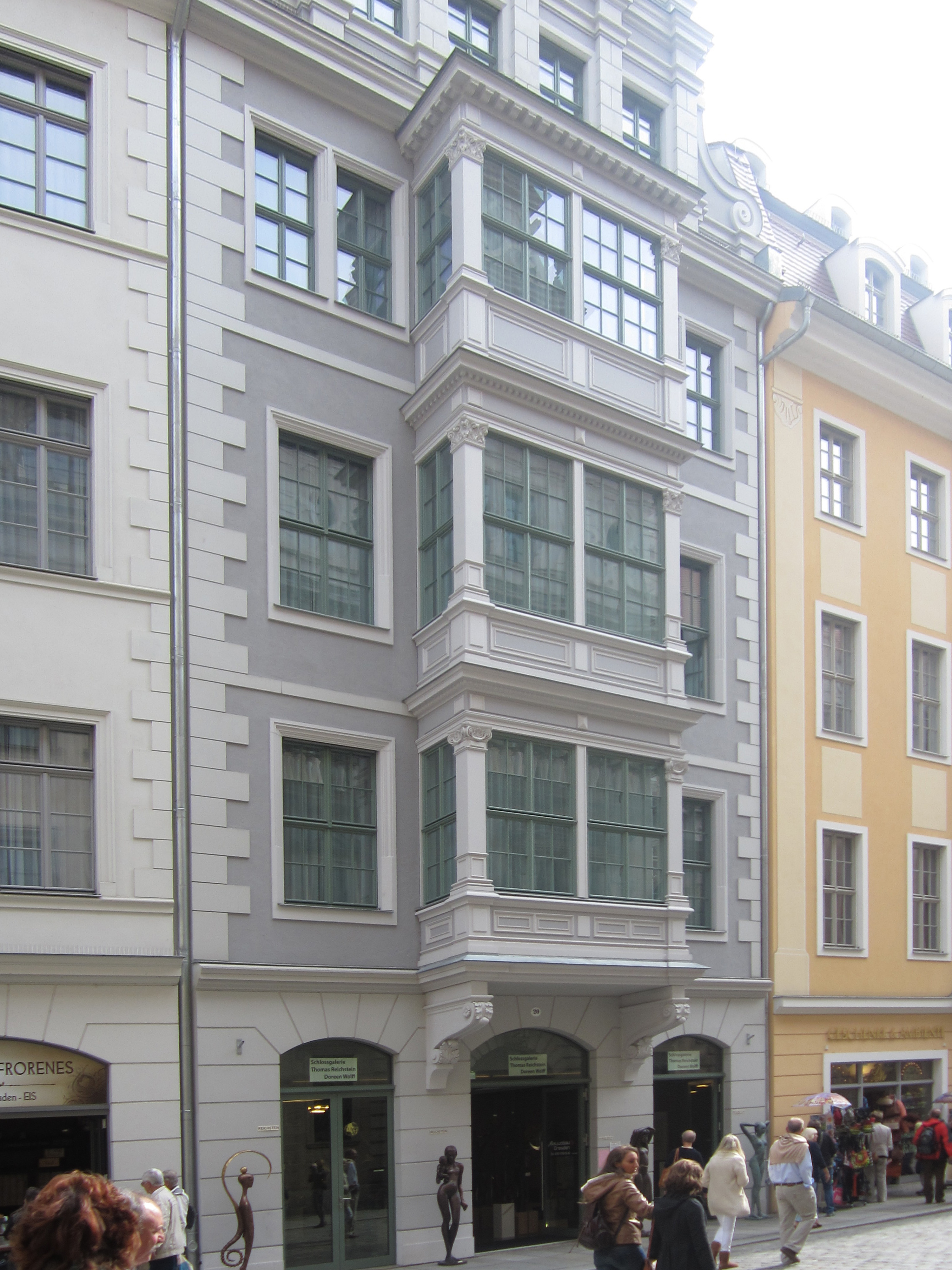
Zehmsches Haus Dresden
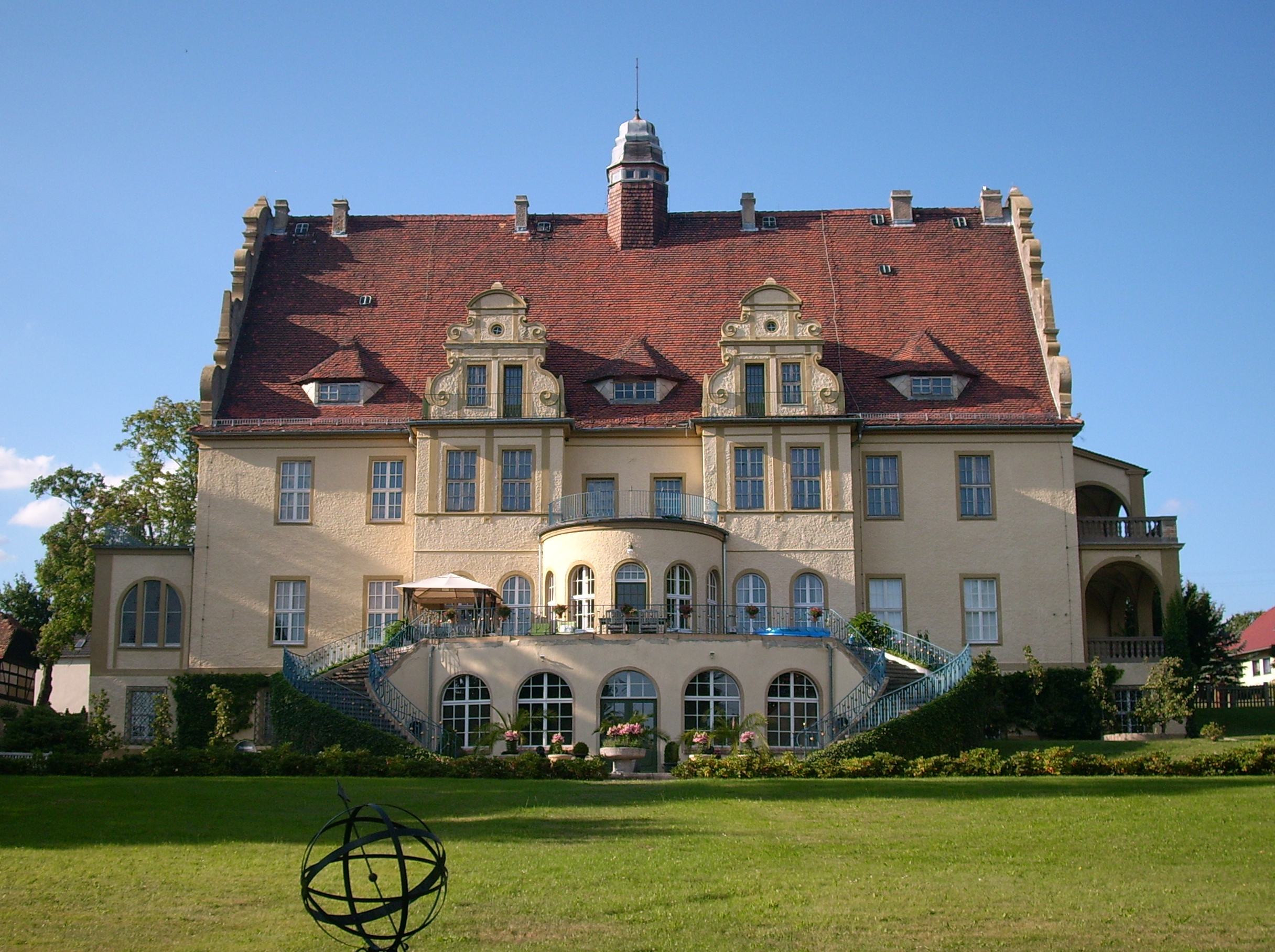
Weißiger Schloss
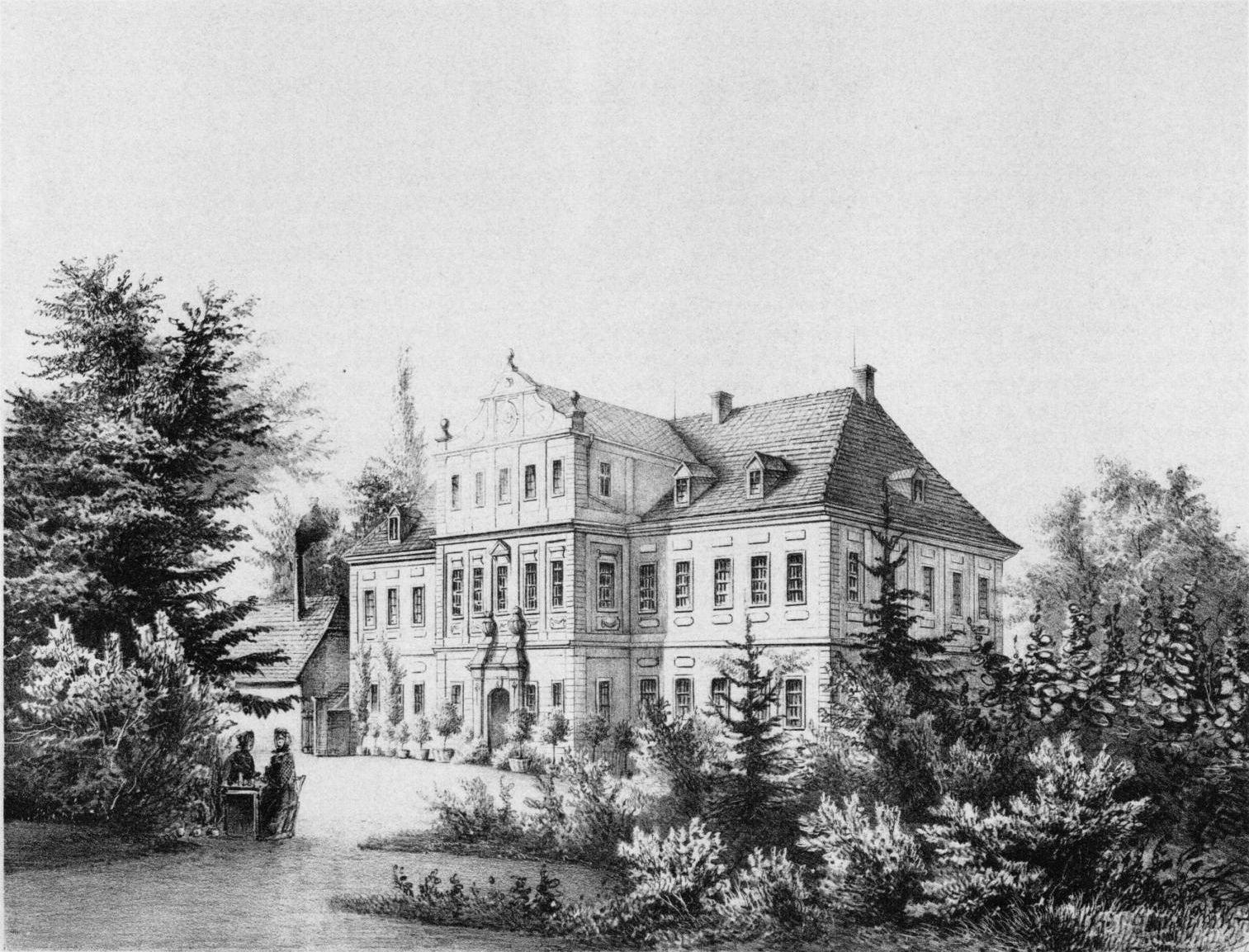
Schloss Stauchitz
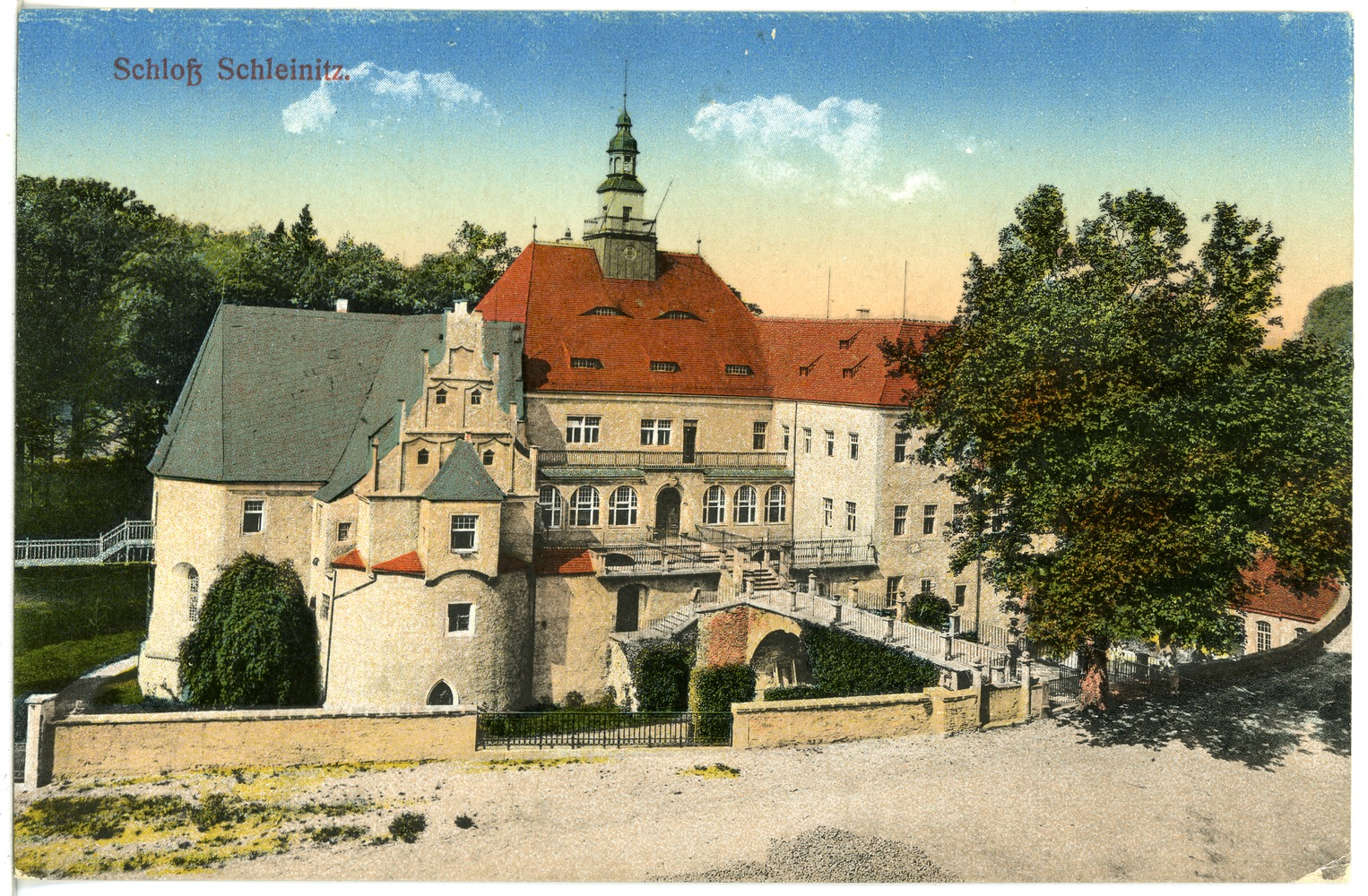
Schloss Schleinitz
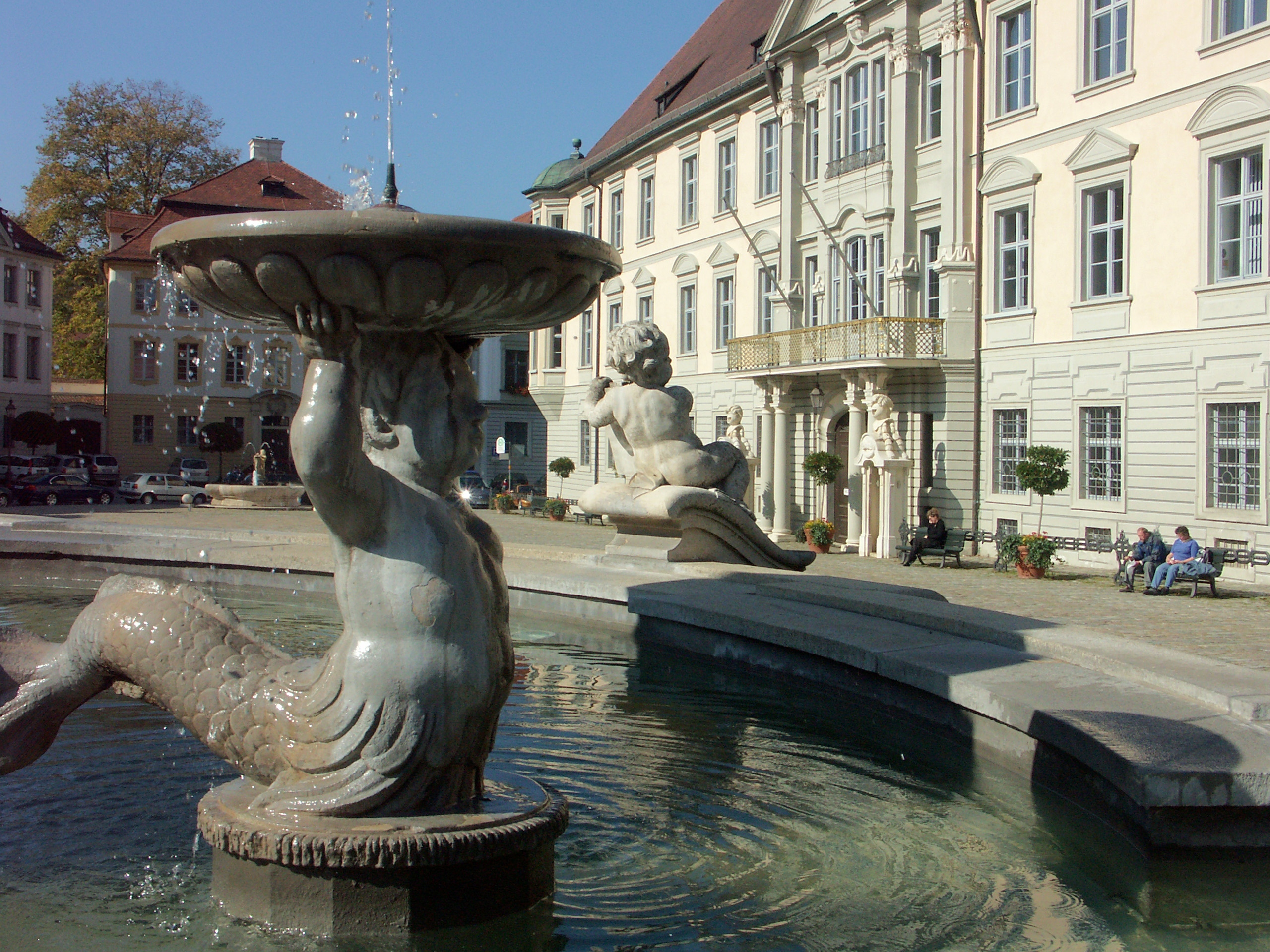
Residenz Eichstätt

## Namensträger
- Ortel von Zehmen (Ortel von Czemen; * vor 1383– † nach 1448), kurfürstlicher Rat in Brandenburg, Vogt, Amtmann und Hofrichter der Altmark
- Achatius von Zehmen (um 1485–1565), hoher Beamter (u. a. Woiwode von Marienburg) in Preußen Königlichen Anteils und im Herzogtum Preußen
- Fabian I. von Zehmen (um 1500–1580), hoher Beamter (u. a. Woiwode von Pomerellen und Marienburg) in Preußen Königlichen Anteils und im Herzogtum Preußen, Reichsfreiherr.
- Catharina von Zehmen (1513–1558), Stammmutter aller preußischen Dohnas, verheiratet mit Peter Burggraf zu Dohna
- Achaz II. von Zehmen (um 1530–1576), Reichsfreiherr, Woiwode von Pomerellen, 1549/1550 Rektor honoris causa der Brandenburgischen Universität Frankfurt
- Fabian II. von Zehmen (um 1540–1605), Reichsfreiherr, Woiwode von Marienburg und erhielt die Senatorwürde im Reichstag
- Fabian III. von Zehmen (1575–1636), Reichsfreiherr, 1595 Rektor honoris causa der Brandenburgischen Universität Frankfurt, Unterkämmerer von Marienburg, Kastellan von Danzig, Starost auf Stuhm
- Achim von Zehmen, 1535, 1540, 1549 Bürgermeister von Stendal
- Hans Bastian I. von Zehmen (1598–1638), kursächsischer Oberst des Leibregiments, Kommandant von Magdeburg
- Hans Bastian II. von Zehmen (1629–1702), sächsisch-naumburgischer Hof-, Justiz- und Geheimer Rat sowie Deputierter auf kursächsischen Landtagen in Dresden und Direktor des Weiteren Ausschusses
- Georg Philipp von Zehmen (um 1590–1640), Oberstleutnant des Reiterregiments von Herzog Ernst von Sachsen-Weimar, Kommandant der Veste Coburg im Dienste des Herzogs von Johann Ernsts von Sachsen-Eisenach
- Hans George von Zehmen (1666–1732), königlich-polnischer und kursächsischer Geheimer Rat und Kammerpräsident
- Hans Bastian III. von Zehmen (1691–1763), königlich-polnischer und kursächsischer Hof-, Justiz- und Appellationsrat
- Johann Anton III. Freiherr von Zehmen (1715–1790), Fürstbischof vom Hochstift Eichstätt
- Karl Friedrich von Zehmen (1720–1798), Domherr der Frauenburg, Weihbischof des Fürstbistum Ermland
- Christoph Heinrich Adolph von Zehmen (1728–1799), Kapitän im Regiment Royal Baviere, Generaladjudant von Charles de Rohan, prince de Soubise sowie Kurfürstl. Khr. und Schlosshauptmann zu Neustrelitz
- Adolf Karl Alexander Lothar von Zehmen (1729–1801), Fürstbischöflicher Kammerherr vom Hochstift Eichstätt, Salzburg, Würzburg und Hofrat, Reichskammergerichts-Präsident zu Wetzlar, Kurfürstl. Bayr. Kammerherr, Kursächsischer Geheimer Rat
- Heinrich Ludwig von Zehmen (1743–1832), Deputierter auf dem Lausitzer Landtag, Rittergutsbesitzer von Weißig (Oßling), Schmölln (Oberlausitz), Stauchitz
- Carl Amabilis Desiderius von Zehmen (1750–um 1822), Kgl. Preuß. Stabskapitän in Bunzlau/Niederschlesien, trat in hessische Dienste und machte den amerikanischen Krieg mit
- Franz Xaver Anton von Zehmen (1756–1801), Kurfürstlich Salzburgischer Geheimer Rat, Domherr zu Eichstätt, Hof- und Regierungsrats-Vizepräsident, Statthalter vom Hochstift Eichstätt
- Ludwig von Zehmen (1812–1892), Reichstagsabgeordneter des Norddeutschen Bundes und Präsident der 1. Kammer des Sächsischen Landtages
- Fritz von Zehmen  (1860–1942), Generalmajor des 4. Thüringischen Infanterie-Regiments Nr. 72 in Torgau, deutscher Offizier im Ersten Weltkrieg
- Moritz-Bastian von Zehmen (1888–1948), Kgl. sächs. Rittmeister, deutscher Offizier im Ersten Weltkrieg, preuß. Kammerherr, Rr. d. sächs. Militär-St.-Heinrichs-Orden, Familiengenealoge[7]

## Wappen
Das Stammwappen zeigt in einem schwarz-silbern geschachten Schild zwei blaue Balken. Auf dem Helm mit schwarz-silbernen Decken fünf (schwarz-silber-blau-silber-schwarz) Straußenfedern.

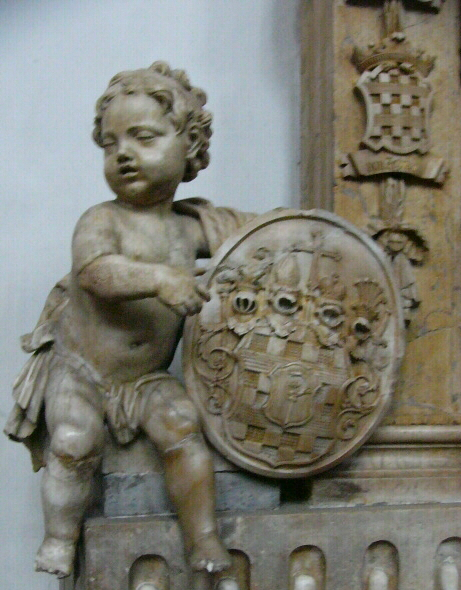
Gemehrtes Wappen des Eichstätter Fürstbischofs
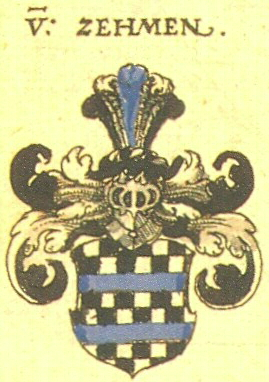
Wappen aus Siebmachers Wappenbuch
Wappen von Johann Anton Freiherr von Zehmen
Wappen von Hans Georg von Zehmen

## Ortswappen
Das Schachbrettmuster aus dem Familienwappen erscheint noch heute in einigen sächsischen Gemeinde- und Ortswappen:

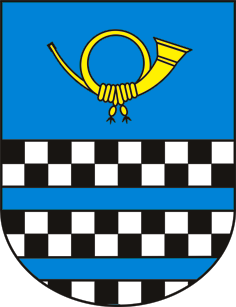
Wappen der Gemeinde Stauchitz
Wappen des Ortsteils Weißig (Oßling)

### Sekundärliteratur
- Alexander Rauch: Stadt Eichstätt. in: Denkmaltopographie der Bundesrepublik Deutschland, Band 9, in. Denkmäler in Bayern, Hrsg. Michael Petzet, Schnell & Steiner, München/ Zürich 1989, ISBN 3-7954-1004-5.
- Adam von Watzdorf: Schicksalsbuch des Sächsisch-Thüringischen Adels 1945. C. A. Starke Verlag, Limburg an der Lahn 1994, S. 524–530, ISBN 3-7980-0689-X.